# Giacomo di Foix
Giacomo di Foix e Navarra, Jacques in francese, Jacme in occitano, Jaume, in catalano, Chaime in aragonese, Jakue in basco, Jaime in spagnolo e in portoghese, Xaime in asturiano e in galiziano (1469 – Francia, 1500), principe della casa reale di Navarra, che fu conte di Montfort.

## Origini familiari
Era il figlio ultimogenito di Gastone IV di Foix, conte di Foix e Bigorre (Liste des comtes de Bigorre), visconte del Béarn, di Narbonne, Nébouzan, Villemeur e Lautrec, e di Eleonora di Navarra, figlia di Giovanni II, duca di Peñafiel, re (usurpatore) di Navarra e futuro re d'Aragona, e della defunta Bianca di Navarra, regina di Navarra, contessa d'Évreux e duchessa di Nemours.

## Biografia

Armi dei conti di Foix-Béarn-Bigorre

Giacomo di Foix nato in una nobile famiglia feudale, quella dei conti di Foix, nota fin dall'XI secolo e discendente dalla casa reale di Navarra, divenne conte di Montfort.
Il 28 marzo 1485, a Tafala sposò Anna di Peralta, figlia del conte di Santisteban e Lerin, Pietro di Peralta e della sua seconda moglie Isabella di Grailly; da Anna si separò, nel 1494..
Secondo lo storico Yanguas (José Yanguas y Miranda) Anna fu fidanzata a Giacomo, ma morì prima del matrimonio.
Nel 1495, sposò, in seconde nozze, Caterina di Beaumont, figlia del Conestabile di Navarre, Luigi II di Beaumont (Luis de Beaumont) Conte di Lerín e di Eleonora d'Aragona, figlia del Re di Navarra e Re di Aragona, Valencia, Sardegna, Maiorca e di Sicilia, re titolare di Corsica, Conte di Barcellona e delle contee catalane, Giovanni II e della sua amante, una discendente della famiglia Ansa.
Giacomo morì in Francia, nel 1500.

## Discendenza
Giacomo da Anna non ebbe figli.
Giacomo da Caterina ebbe un figlio:
- Giovanni, abate a Saint-Volusien-de-Foix.

Giacomo da due diverse amanti, di cui non si conoscono né i nomi né gli ascendenti due figli:
- Federico (?-1537), signore d'Almenèches
- Giacomo (?- 7 aprile 1535), vescovo d'Oloron e poi di Lescar

## Ascendenza
|                       |                         |                         | Genitori                         |  |  | Nonni |  |  | Bisnonni              |  |  | Trisnonni            |  |
|                       |                         |                         |                                  |  |  |       |  |  | Arcimbaldo di Grailly |  |  | Pierre II de Grailly |  |
|                       |                         |                         |                                  |  |  |       |  |  | Arcimbaldo di Grailly |  |  | Pierre II de Grailly |  |
|                       |                         | Aramburge de Périgord   |                                  |  |  |       |  |  | Arcimbaldo di Grailly |  |  |                      |  |
| Giovanni I di Foix    |                         |                         |                                  |  |  |       |  |  | Arcimbaldo di Grailly |  |  |                      |  |
|                       |                         | Isabella di Foix        | Ruggero Bernardo II di Castelbon |  |  |       |  |  |                       |  |  |                      |  |
|                       |                         | Isabella di Foix        | Ruggero Bernardo II di Castelbon |  |  |       |  |  |                       |  |  |                      |  |
|                       |                         | Isabella di Foix        | Géraude de Navailles             |  |  |       |  |  |                       |  |  |                      |  |
| Gastone IV di Foix    |                         | Isabella di Foix        |                                  |  |  |       |  |  |                       |  |  |                      |  |
|                       |                         | Carlo I d'Albret        | Arnaud Amanieu VIII d'Albret     |  |  |       |  |  |                       |  |  |                      |  |
|                       |                         | Carlo I d'Albret        | Arnaud Amanieu VIII d'Albret     |  |  |       |  |  |                       |  |  |                      |  |
|                       |                         | Carlo I d'Albret        | Margherita di Borbone            |  |  |       |  |  |                       |  |  |                      |  |
| Giovanna d'Albret     |                         | Carlo I d'Albret        |                                  |  |  |       |  |  |                       |  |  |                      |  |
|                       |                         | Marie de Sully          | Louis I de Sully                 |  |  |       |  |  |                       |  |  |                      |  |
|                       |                         | Marie de Sully          | Louis I de Sully                 |  |  |       |  |  |                       |  |  |                      |  |
|                       |                         | Marie de Sully          | Isabelle de Craon                |  |  |       |  |  |                       |  |  |                      |  |
| Giacomo di Foix       |                         | Marie de Sully          |                                  |  |  |       |  |  |                       |  |  |                      |  |
|                       | Ferdinando I di Aragona | Giovanni I di Castiglia |                                  |  |  |       |  |  |                       |  |  |                      |  |
|                       | Ferdinando I di Aragona | Giovanni I di Castiglia |                                  |  |  |       |  |  |                       |  |  |                      |  |
|                       | Ferdinando I di Aragona | Eleonora d'Aragona      |                                  |  |  |       |  |  |                       |  |  |                      |  |
| Giovanni II d'Aragona | Ferdinando I di Aragona |                         |                                  |  |  |       |  |  |                       |  |  |                      |  |
|                       |                         | Eleonora d'Alburquerque | Sancho d'Alburquerque            |  |  |       |  |  |                       |  |  |                      |  |
|                       |                         | Eleonora d'Alburquerque | Sancho d'Alburquerque            |  |  |       |  |  |                       |  |  |                      |  |
|                       |                         | Eleonora d'Alburquerque | Beatrice del Portogallo          |  |  |       |  |  |                       |  |  |                      |  |
| Eleonora di Navarra   |                         | Eleonora d'Alburquerque |                                  |  |  |       |  |  |                       |  |  |                      |  |
|                       |                         | Carlo III di Navarra    | Carlo II di Navarra              |  |  |       |  |  |                       |  |  |                      |  |
|                       |                         | Carlo III di Navarra    | Carlo II di Navarra              |  |  |       |  |  |                       |  |  |                      |  |
|                       |                         | Carlo III di Navarra    | Giovanna di Valois               |  |  |       |  |  |                       |  |  |                      |  |
| Bianca I di Navarra   |                         | Carlo III di Navarra    |                                  |  |  |       |  |  |                       |  |  |                      |  |
|                       |                         | Eleonora di Trastámara  | Enrico II di Castiglia           |  |  |       |  |  |                       |  |  |                      |  |
|                       |                         | Eleonora di Trastámara  | Enrico II di Castiglia           |  |  |       |  |  |                       |  |  |                      |  |
|                       |                         | Eleonora di Trastámara  | Giovanna Manuel de Peñafiel      |  |  |       |  |  |                       |  |  |                      |  |
|                       |                         | Eleonora di Trastámara  |                                  |  |  |       |  |  |                       |  |  |                      |  |